# Nati nel 1966/Aprile
| Questa pagina contiene informazioni ricavate automaticamente dalle voci biografiche con l'ausilio del template Bio e di un bot. L'aggiornamento è periodico e automatico e ricostruisce completamente la pagina. Se manca una persona in questa lista, sei pregato di non aggiungerla, ma accertati piuttosto che la sua voce biografica contenga il template Bio e che i dati anagrafici siano correttamente compilati. Se il template Bio manca, inseriscilo tu stesso o, in alternativa, metti l'avviso {{tmp\|Bio}} che ne segnala la mancanza. Se i dati riportati sono sbagliati, correggi direttamente la voce biografica; le modifiche saranno visibili in questa lista entro pochi giorni. Per chiarimenti vedi il progetto biografie. La lista contiene solo le 302 persone che sono citate nell'enciclopedia e per le quali è stato implementato correttamente il template Bio. Pagina aggiornata al 10 ago 2025. |

- 1º aprile - John Brown, scrittore statunitense
- 1º aprile - Chris Evans, conduttore televisivo e conduttore radiofonico britannico
- 1º aprile - Marco Fratini, giornalista e scrittore italiano
- 1º aprile - Roberto Goracci, scrittore italiano
- 1º aprile - Daiva Jodeikaitė, ex cestista lituana
- 1º aprile - Craig Kelly, snowboarder statunitense († 2003)
- 1º aprile - Mehmet Özdilek, allenatore di calcio e ex calciatore turco
- 1º aprile - Alastair Reynolds, astrofisico e scrittore britannico
- 1º aprile - Alenka Zupančič, filosofa e psicoanalista slovena
- 2 aprile - Stephen Bachop, ex rugbista a 15 e allenatore di rugby a 15 samoano
- 2 aprile - Amalia Calzavara, ex canoista italiana
- 2 aprile - Davide Ignazio Franceschetti, militare italiano († 2001)
- 2 aprile - Vadim Jaroščuk, ex nuotatore sovietico
- 2 aprile - Carlos Augusto José Lira, ex calciatore brasiliano
- 2 aprile - Lefter Millo, calciatore albanese († 1997)
- 2 aprile - Birgit Plescher, ex cestista tedesca
- 2 aprile - Marco Rampoldi, regista teatrale italiano
- 2 aprile - Daniel Reyes, calciatore peruviano († 1987)
- 2 aprile - Teddy Sheringham, allenatore di calcio e ex calciatore inglese
- 2 aprile - Masahiro Sukigara, ex calciatore giapponese
- 2 aprile - Athīna Rachīl Tsaggarī, regista, sceneggiatrice e produttrice cinematografica greca
- 2 aprile - Supla, cantante, attore e showman brasiliano
- 3 aprile - Valérie Allain, attrice francese
- 3 aprile - Rémi Garde, allenatore di calcio e ex calciatore francese
- 3 aprile - José Jaikel, ex calciatore costaricano
- 3 aprile - José Adolfo Larregain, arcivescovo cattolico argentino
- 3 aprile - Mīna Tominaga, attrice, doppiatrice e cantante giapponese
- 3 aprile - Michael Mittermeier, comico e attore tedesco
- 3 aprile - Tat'jana Sadovskaja, ex schermitrice sovietica
- 3 aprile - José Luis Salgado, allenatore di calcio e ex calciatore messicano
- 3 aprile - Aleksej Sučkov, pianista russo
- 3 aprile - Marco V, disc jockey e produttore discografico olandese
- 4 aprile - Marco Babini, ex calciatore italiano
- 4 aprile - Anna Bussotti, cantante italiana
- 4 aprile - Romolo Calabrese, architetto e editore italiano
- 4 aprile - Luca Chiappino, allenatore di calcio e ex calciatore italiano
- 4 aprile - Finn Christian Jagge, sciatore alpino norvegese († 2020)
- 4 aprile - Nancy McKeon, attrice e doppiatrice statunitense
- 4 aprile - Sandra Nettelbeck, regista e sceneggiatrice tedesca
- 4 aprile - Cees van Rootselaar, ex cestista e allenatore di pallacanestro olandese
- 4 aprile - Oleg Sadikhov, ex sollevatore sovietico
- 4 aprile - Mike Starr, musicista statunitense († 2011)
- 4 aprile - Chrīstos Tsekos, ex cestista, allenatore di pallacanestro e dirigente sportivo greco
- 5 aprile - Massimo De Solda, allenatore di calcio e ex calciatore italiano
- 5 aprile - Joël Jutge, ex arbitro di rugby a 15 e dirigente sportivo francese
- 5 aprile - Mike McCready, chitarrista statunitense
- 5 aprile - Serafino Murri, saggista, docente e regista italiano
- 5 aprile - Nomura Mansai, attore giapponese
- 5 aprile - Yoon Hyun, ex judoka sudcoreano
- 6 aprile - Hossein Amini, sceneggiatore e regista iraniano
- 6 aprile - Lia Boysen, attrice svedese
- 6 aprile - Vince Flynn, scrittore statunitense († 2013)
- 6 aprile - Shelton Jones, ex cestista statunitense
- 6 aprile - Massimo Marianella, giornalista e telecronista sportivo italiano
- 6 aprile - George McAnthony, cantante italiano († 2011)
- 6 aprile - Pier Luigi Nicoli, ex calciatore italiano
- 6 aprile - Amadeu, ex calciatore angolano
- 6 aprile - Tiffany Million, ex attrice pornografica statunitense
- 6 aprile - Liesbeth Spies, politica olandese
- 6 aprile - Kocku von Stuckrad, storico delle religioni tedesco
- 7 aprile - Lorenzo Bartoli, fumettista, romanziere e sceneggiatore italiano († 2014)
- 7 aprile - Alessandro Bianchi, ex calciatore italiano
- 7 aprile - Paola De Pin, politica italiana
- 7 aprile - Zviad Endeladze, ex calciatore georgiano
- 7 aprile - Michela Figini, ex sciatrice alpina svizzera
- 7 aprile - Ricardo Martínez, ex calciatore messicano
- 7 aprile - Lisa McClain, politica statunitense
- 7 aprile - Ilaria Venturini Fendi, stilista e imprenditrice italiana
- 7 aprile - Margherita Zalaffi, ex schermitrice italiana
- 7 aprile - Lucie Bílá, cantante ceca
- 8 aprile - Ronald Baroni, ex calciatore peruviano
- 8 aprile - Mark Blundell, ex pilota automobilistico britannico
- 8 aprile - Loek Bodelier, pilota motociclistico olandese
- 8 aprile - Wang Chuanfu, chimico e imprenditore cinese
- 8 aprile - Charlotte Dawson, modella e personaggio televisivo neozelandese († 2014)
- 8 aprile - Pietro De Sensi, ex calciatore italiano
- 8 aprile - Dalton Grant, ex altista britannico
- 8 aprile - Melchor Mauri, ex ciclista su strada spagnolo
- 8 aprile - Iomar do Nascimento, procuratore sportivo, allenatore di calcio e ex calciatore brasiliano
- 8 aprile - Alessandro Piva, regista, sceneggiatore e produttore cinematografico italiano
- 8 aprile - Harri Rovanperä, pilota di rally finlandese
- 8 aprile - Robin Wright, attrice, regista e produttrice cinematografica statunitense
- 9 aprile - Giuseppe Caboni, allenatore di pallacanestro italiano
- 9 aprile - Thomas Doll, allenatore di calcio e ex calciatore tedesco
- 9 aprile - Darren Garforth, rugbista a 15, allenatore di rugby a 15 e imprenditore britannico
- 9 aprile - Bo Kimble, ex cestista statunitense
- 9 aprile - Cynthia Nixon, attrice e attivista statunitense
- 9 aprile - Xie Feng, allenatore di calcio e ex calciatore cinese
- 10 aprile - Steve Claridge, allenatore di calcio e ex calciatore inglese
- 10 aprile - Pavel Filip, politico moldavo
- 10 aprile - Brad William Henke, giocatore di football americano e attore statunitense († 2022)
- 10 aprile - Li Lingiuan, ex arciera cinese
- 10 aprile - Roberto Marchesi, ex biatleta italiano
- 10 aprile - Neil Smith, ex giocatore di football americano statunitense
- 10 aprile - Zhou Tianhua, ex pesista cinese
- 10 aprile - Artur Żmijewski, attore e doppiatore polacco
- 11 aprile - Giuseppe Barbati, fumettista italiano († 2014)
- 11 aprile - Steve Bullock, politico statunitense
- 11 aprile - Paolo Casadei, ex sollevatore sammarinese
- 11 aprile - Edson Marques da Silva Filho, ex giocatore di calcio a 5 brasiliano
- 11 aprile - Tom Fodstad, dirigente sportivo e ex calciatore norvegese
- 11 aprile - Radim Nyč, ex fondista cecoslovacco
- 11 aprile - Roberto Romanini, ex canottiere italiano
- 11 aprile - Lisa Stansfield, cantante britannica
- 11 aprile - Peter Stöger, allenatore di calcio e ex calciatore austriaco
- 11 aprile - Bruno Walliser, politico svizzero
- 12 aprile - Petra Bernet, ex sciatrice alpina svizzera
- 12 aprile - Giuseppe Coluccio, mafioso italiano
- 12 aprile - Marco Kostmann, allenatore di calcio e ex calciatore tedesco
- 12 aprile - Angela Mariella, giornalista italiana
- 12 aprile - Kassoum Ouédraogo, ex calciatore burkinabé
- 12 aprile - Roberto Peretti, ex pattinatore di short track italiano
- 12 aprile - Adriana Samuel, ex pallavolista brasiliana
- 12 aprile - Kevin Robinzine, ex velocista statunitense
- 12 aprile - Yasuyuki Satō, ex calciatore giapponese
- 12 aprile - Lorenzo White, ex giocatore di football americano statunitense
- 13 aprile - Ivo Basay, allenatore di calcio e ex calciatore cileno
- 13 aprile - Ali Boumnijel, ex calciatore tunisino
- 13 aprile - Mike Carney, ex sciatore alpino canadese
- 13 aprile - Marc Ford, chitarrista, cantante e compositore statunitense
- 13 aprile - Chris Hemming, ex calciatore inglese
- 13 aprile - Klaus Kynde Nielsen, ex pistard danese
- 13 aprile - Mando, cantante greca
- 13 aprile - Guillermo Mariotto, stilista, designer e personaggio televisivo venezuelano
- 13 aprile - Marco Mazzocchi, giornalista e conduttore televisivo italiano
- 13 aprile - Andy Nyman, attore e illusionista britannico
- 14 aprile - André Boisclair, politico canadese
- 14 aprile - Jan Boklöv, ex saltatore con gli sci svedese
- 14 aprile - Pasquale Camerlengo, ex danzatore su ghiaccio italiano
- 14 aprile - Gonzalo Díaz, ex calciatore uruguaiano
- 14 aprile - Laurenzo Lapage, ciclista su strada e pistard belga
- 14 aprile - Greg Maddux, ex giocatore di baseball statunitense
- 14 aprile - Nicoletta Manzione, giornalista e conduttrice televisiva italiana
- 14 aprile - Lloyd Owen, attore britannico
- 14 aprile - Joaquín Ruiz, allenatore di pallacanestro e ex cestista spagnolo
- 14 aprile - Joe Tacopina, avvocato e dirigente sportivo statunitense
- 15 aprile - David M. Cheney, informatico statunitense
- 15 aprile - Cressida Cowell, scrittrice britannica
- 15 aprile - Islam Dugučiev, ex lottatore russo
- 15 aprile - Samantha Fox, cantante, attrice e ex modella britannica
- 15 aprile - Anthony Grant, allenatore di pallacanestro statunitense
- 15 aprile - Dalia Kurtinaitienė, ex cestista lituana
- 15 aprile - Giampaolo Letta, dirigente d'azienda e produttore cinematografico italiano
- 15 aprile - Alberto Martelossi, allenatore di pallacanestro e dirigente sportivo italiano
- 15 aprile - Andrej Ol'chovskij, ex tennista sovietico
- 15 aprile - Tom Soehn, allenatore di calcio e ex calciatore statunitense
- 15 aprile - Cataldo Stasi, carabiniere italiano († 1988)
- 15 aprile - John Eric Stowe, vescovo cattolico statunitense
- 15 aprile - Vjačeslav Uvaev, allenatore di hockey su ghiaccio e ex hockeista su ghiaccio russo
- 15 aprile - Peter Verbeken, ex ciclista su strada belga
- 15 aprile - Faruk Yiğit, ex calciatore turco
- 16 aprile - Ivano Cardarelli, ex calciatore italiano
- 16 aprile - Robert Cottingham, ex schermidore statunitense
- 16 aprile - Paul Dolan, ex calciatore e ex giocatore di calcio a 5 canadese
- 16 aprile - Nikolaj Evseev, ex nuotatore sovietico
- 16 aprile - Erik Jensen, ex calciatore e ex giocatore di calcio a 5 danese
- 16 aprile - Waldemar Kobus, attore tedesco
- 16 aprile - Regine Sauter, politica svizzera
- 16 aprile - Seeiso Bereng Seeiso, principe, politico e diplomatico lesothiano
- 16 aprile - Sture Sivertsen, ex fondista norvegese
- 16 aprile - Kai Wiesinger, attore, produttore cinematografico e doppiatore tedesco
- 17 aprile - Dominic Carter, attore britannico
- 17 aprile - Stefano Fassina, economista e politico italiano
- 17 aprile - Robert Kuczyński, scacchista polacco
- 17 aprile - Kuyangana Makukula, ex calciatore della Repubblica Democratica del Congo
- 17 aprile - Paola Perego, conduttrice televisiva, imprenditrice e conduttrice radiofonica italiana
- 17 aprile - Sergej Puskepalis, attore russo († 2022)
- 17 aprile - Asa Roos, ex cestista svedese
- 17 aprile - Chiyaan Vikram, attore indiano
- 17 aprile - Sergej Jur'evič Šipov, scacchista russo
- 18 aprile - Matteo B. Bianchi, scrittore e autore televisivo italiano
- 18 aprile - Umberto De Luca, ballerino e coreografo italiano
- 18 aprile - Amato Ferrari, ex pilota automobilistico italiano
- 18 aprile - Carlos Guido, ex calciatore peruviano
- 18 aprile - Kazuhiko Hachiya, docente giapponese
- 18 aprile - Trine Hattestad, ex giavellottista norvegese
- 18 aprile - Jean-Patrick Iba-Ba, arcivescovo cattolico gabonese
- 18 aprile - Valerij Kamenskij, ex hockeista su ghiaccio russo
- 18 aprile - Michel Ory, astronomo svizzero
- 18 aprile - Manfred Schwabl, ex calciatore tedesco
- 18 aprile - Atsushi Shirai, ex calciatore giapponese
- 18 aprile - Fred Weller, attore statunitense
- 19 aprile - Bettina Balmer, medica e politica svizzera
- 19 aprile - Benoît David, cantante canadese
- 19 aprile - Véronique Gens, soprano francese
- 19 aprile - Brett James Gladman, astronomo canadese
- 19 aprile - Randolph Keys, ex cestista statunitense
- 19 aprile - David La Haye, attore canadese
- 19 aprile - Susanne Lüning, attrice tedesca
- 19 aprile - Julia Neigel, cantante russa
- 19 aprile - Maria Rita Rossa, politica italiana
- 20 aprile - Andrea Adriatico, regista teatrale e regista cinematografico italiano
- 20 aprile - David Chalmers, filosofo australiano
- 20 aprile - David Filo, imprenditore e informatico statunitense
- 20 aprile - Harry Fougiaxis, compositore di scacchi greco
- 20 aprile - Roberto Garofoli, magistrato e dirigente pubblico italiano
- 20 aprile - Peter Hasselblad, ex hockeista su ghiaccio svedese
- 20 aprile - Luca Pesando, ex sciatore alpino e allenatore di sci alpino italiano
- 20 aprile - Geminello Preterossi, filosofo italiano
- 20 aprile - Samantha Thornton, ex cestista australiana
- 20 aprile - Fulvio Valle, giocatore di baseball italiano
- 21 aprile - Ricky Blanton, ex cestista e allenatore di pallacanestro statunitense
- 21 aprile - Ilaria Capua, virologa, divulgatrice scientifica e politica italiana
- 21 aprile - James Francis Checchio, vescovo cattolico statunitense
- 21 aprile - Michele Foletti, politico svizzero
- 21 aprile - Michael Franti, rapper, poeta e musicista statunitense
- 21 aprile - Ilir Kepa, ex calciatore albanese
- 21 aprile - Per Hilmar Nybø, ex calciatore norvegese
- 21 aprile - Olivier Willocx, giurista belga
- 22 aprile - Dana Barron, attrice statunitense
- 22 aprile - Kimberley Dahme, chitarrista, bassista e cantante statunitense
- 22 aprile - Janusz Michallik, ex calciatore statunitense
- 22 aprile - Jeffrey Dean Morgan, attore statunitense
- 22 aprile - Jörgen Persson, tennistavolista svedese
- 22 aprile - Andrea Pistella, ex calciatore italiano
- 22 aprile - Andrej Saje, vescovo cattolico sloveno
- 22 aprile - Charles Shackleford, cestista statunitense († 2017)
- 22 aprile - Petter Solli, ex calciatore norvegese
- 22 aprile - Valeriu Tița, allenatore di calcio e ex calciatore rumeno
- 22 aprile - Éric Winogradsky, allenatore di tennis e ex tennista francese
- 23 aprile - Jeff Carlson, ex giocatore di football americano statunitense
- 23 aprile - Choe Byeong-sik, ex cestista sudcoreano
- 23 aprile - Bubba the Love Sponge, conduttore radiofonico statunitense
- 23 aprile - Franco Foda, allenatore di calcio e ex calciatore tedesco
- 23 aprile - Matt Freeman, bassista statunitense
- 23 aprile - Andrej Kuznecov, pallavolista sovietico († 1994)
- 23 aprile - Lembit Oll, scacchista estone († 1999)
- 23 aprile - Néstor Subiat, ex calciatore svizzero
- 23 aprile - José Tavares, ex calciatore portoghese
- 23 aprile - Karin Telser, ex pattinatrice artistica su ghiaccio italiana
- 24 aprile - Edgar Borges, scrittore venezuelano
- 24 aprile - Michael Bormann, cantante tedesco
- 24 aprile - Angelica Cheung, giornalista cinese
- 24 aprile - Alessandro Costacurta, ex calciatore italiano
- 24 aprile - Serenella Fucksia, politica italiana
- 24 aprile - Mark Harris, politico statunitense
- 24 aprile - Stan Kimbrough, ex cestista statunitense
- 24 aprile - Pascale Paradis, tennista francese
- 24 aprile - Andreas Schönbächler, ex sciatore freestyle svizzero
- 24 aprile - David Usher, cantautore britannico
- 25 aprile - Choi Yong-il, ex calciatore sudcoreano
- 25 aprile - Diego Domínguez, ex rugbista a 15 e allenatore di rugby a 15 italiano
- 25 aprile - Francis Fulton-Smith, attore tedesco
- 25 aprile - Femke Halsema, politica olandese
- 25 aprile - Karen Mantler, tastierista, armonicista e cantante statunitense
- 25 aprile - Donatella Mungo, politica italiana
- 25 aprile - Isabelle Pasco, attrice e modella francese
- 25 aprile - Anita Rátvay, ex cestista ungherese
- 25 aprile - Marciano Saldías, ex calciatore boliviano
- 25 aprile - Rubén Sosa Ardaiz, dirigente sportivo, allenatore di calcio e ex calciatore uruguaiano
- 25 aprile - Vladimir Tatarčuk, allenatore di calcio e ex calciatore russo
- 25 aprile - Éliane Tillieux, politica belga
- 25 aprile - Yoo Chang-hyuk, goista sudcoreano
- 26 aprile - Luigi Corino, allenatore di calcio e ex calciatore italiano
- 26 aprile - Ralf Geilenkirchen, ex calciatore tedesco
- 26 aprile - Sandy Lam, cantante, attrice e ballerina cinese
- 26 aprile - Noriyasu Numata, pilota motociclistico giapponese († 2007)
- 26 aprile - Francesco Rossi, schermidore italiano
- 26 aprile - Andrea Temesvári, ex tennista ungherese
- 26 aprile - Natasha Trethewey, poetessa statunitense
- 27 aprile - Andrea Angiolino, autore di giochi e giornalista italiano
- 27 aprile - Brian Koppelman, sceneggiatore, regista e attore statunitense
- 27 aprile - Mia Lecomte, poetessa e scrittrice francese
- 27 aprile - Dorian Lough, attore britannico
- 27 aprile - Brett Manning, cantante statunitense
- 27 aprile - Carlotta Mannu, giornalista italiana
- 27 aprile - V"jačeslav Olijnyk, ex lottatore ucraino
- 27 aprile - Matt Reeves, regista, sceneggiatore e produttore televisivo statunitense
- 27 aprile - Bruno Russo, dirigente sportivo, allenatore di calcio e ex calciatore italiano
- 27 aprile - Orazio Schillaci, politico e medico italiano
- 27 aprile - Yoshihiro Togashi, fumettista giapponese
- 27 aprile - Tray Deee, rapper statunitense
- 27 aprile - Marco Werner, pilota automobilistico tedesco
- 28 aprile - Jean-Luc Crétier, ex sciatore alpino francese
- 28 aprile - John Daly, golfista statunitense
- 28 aprile - Jackson Galaxy, attivista, scrittore e conduttore televisivo statunitense
- 28 aprile - Sándor Hódosi, ex canoista ungherese
- 28 aprile - Mostafa Madbouly, politico egiziano
- 28 aprile - Ali-Reza Pahlavi, iraniano († 2011)
- 28 aprile - Eleonora Palmas, ex cestista italiana
- 28 aprile - Too Short, rapper statunitense
- 28 aprile - Vegard Skogheim, allenatore di calcio e ex calciatore norvegese
- 29 aprile - Rollo Armstrong, produttore discografico e polistrumentista britannico
- 29 aprile - Greg Christian, bassista statunitense
- 29 aprile - Irina Gerlic, ex cestista sovietica
- 29 aprile - Ramón Medina Bello, ex calciatore argentino
- 29 aprile - Annalisa Piras, giornalista e regista italiana
- 29 aprile - Christophe Plé, ex sciatore alpino francese
- 29 aprile - Christian Tetzlaff, violinista tedesco
- 29 aprile - Vincent Ventresca, attore statunitense
- 29 aprile - Andrea Zanuttig, allenatore di calcio, dirigente sportivo e ex calciatore italiano
- 30 aprile - Aundray Bruce, ex giocatore di football americano statunitense
- 30 aprile - Bruno Cesario, politico italiano
- 30 aprile - Alvise De Vidi, atleta paralimpico e nuotatore italiano
- 30 aprile - Roman Hagara, ex velista austriaco
- 30 aprile - Stine Lise Hattestad, ex sciatrice freestyle norvegese
- 30 aprile - Mwa Lukoji Kapinga, ex cestista della Repubblica Democratica del Congo
- 30 aprile - Lee Han-sup, ex arciere sudcoreano
- 30 aprile - Sergio Maifredi, regista teatrale, drammaturgo e direttore artistico italiano
- 30 aprile - Elisabeth Micheler-Jones, ex canoista tedesca
- 30 aprile - Sakari Pehkonen, ex cestista finlandese
- 30 aprile - Maria José Bertolotti, ex cestista brasiliana